# Claxby St Andrew
Claxby St Andrew est une paroisse civile et un village du Lincolnshire, en Angleterre.